# Alex Moore
Alex Moore (1901-1991) was een Brits dansleraar. Hij wordt beschouwd als een van de grondleggers van het ballroomdansen.

## Biografie
Alex Moore startte met dansen met zijn zus toen hij 6 jaar was en in 1926 eindigden ze op de wereldkampioenschappen op de tweede plaats. In 1932 werd Pat Kilpatrick zijn nieuwe danspartner, met wie hij later in het huwelijk trad. Uit dit huwelijk werd hun enige dochter Pat Hope geboren. Hij werd voorzitter van de Imperial Society of Ballroomdancing (ISTD) en later was hij jarenlang president van de ISTD en van de NATD, de National Association of Teachers of Dancing.
Alex Moore gaf danslessen, lezingen, lessen en was jurylid in alle werelddelen. Zijn eigen dansschool 'Zeetah Dance Studio' was gevestigd aan Penrhyn Road 13 in Kingston upon Thames, nabij Londen. De naam was ontleend aan een nabij gelegen kroegje waar veel dansers met elkaar het glas hieven. In zijn dansschool werd hij tot het einde van zijn leven bijgestaan door drie assistentes, die in zijn kielzog eveneens een wereldwijde reputatie verwierven: Joan Richards, Peggy Farley en Elisabeth Romain die in 2002 een nieuwe editie van zijn boek uitbracht. De dansschool bestond uit kleine zaaltjes waar hoofdzakelijk privélessen werden gegeven aan aankomende dansleraren uit de hele wereld.
De laatste jaren was hij, alhoewel zijn gezondheid het niet toeliet nog de dansvloer te betreden, nog elke dag in zijn dansschool om de post te beantwoorden en bracht hij persoonlijk de stapels boeken naar het postkantoor voor verzending wereldwijd.

## Publicaties
Moore schreef verschillende boeken over ballroomdansen. Zijn boek 'Revised Technique' waarvan het eerste exemplaar verscheen in 1948, is door veel dansleraren gelezen en wordt beschouwd als erg invloedrijk. Hij was de eerste die een technische analyse maakte van de vele honderden danspassen. Naast zijn boeken gaf hij een maandelijkse nieuwsbrief 'Alex Moore monthly letter service' uit.
Alex Moore werd o.a. onderscheiden met de Carl Alan Award en werd benoemd door koningin Elizabeth II tot MBE (Member of the Order of the British Empire).
In Nederland vond hij navolging in grote namen als Wim Voeten, Henk Ponne, Wim Bonel en Jacob Bronmeijer, die jarenlang aan de basis stonden van de opleiding van grote dansparen in Nederland.